# Chainhurst
Chainhurst est un village du Kent, en Angleterre.